# فردریک هافمن
فردریک هافمن (انگلیسی: Friedrich Hoffmann؛ زاده ۱۹ فوریه ۱۶۶۰ درگذشته ۱۲ نوامبر ۱۷۴۲) یک پزشک و شیمیدان اهل آلمان بود. 
به تشویق رابرت بویل، او به تجزیه و تحلیل و کاربردهای آب‌های معدنی روی آورد و پیشگام و مروج اصلی مطالعه آنها شد، دستورالعمل‌هایی برای استفاده از آنها ارائه داد. او در اوایل سال 1684 مطالبی در مورد چشمه‌های شفابخش (healing springs) نوشت.
هافمن به خاطر انجام اولین تحقیقات علمی در مورد مسمومیت با مونوکسید کربن ناشی از سوختن زغال چوب، مورد تقدیر قرار گرفته است. او خرافاتی را که مرگ چندین جوینده گنج را به فعالیت‌های ماوراءالطبیعه نسبت می‌داد، رد کرد و در سال ۱۷۱۶ «ملاحظاتی در مورد اثرات کشنده بخار ناشی از سوختن زغال چوب» را منتشر کرد که در آن استنشاق هوای آلوده ناشی از بخار زغال چوب را باعث خفگی مشابه خفگی یا غرق شدن توصیف کرده بود.